# Cykas Beddomeův
Cykas Beddomeův (Cycas beddomei) je rostlina z čeledi cykasovitých (Cycadaceae) ve třídě cykasy (Cycadopsida).
Jedná se o jediný druh z rodu cykas zařazený na seznam CITES I. Je pojmenován po anglickém plukovníkovi Richardu Henrym Beddomeovi, řediteli zahrad v Bangalore, který na tuto rostlinu upozornil a jako první ji s jistým zaváháním chybně popsal jako cykas japonský.

## Rozšíření
Cykas Beddomův roste pouze na vysočině Cuddapah Hills ve státě Andhra Pradesh, severovýchodně od Madrasy na východě Indického poloostrova.

## Ochrana
Jedná se o chráněnou rostlinu, jejíž přežití je v přírodě ohroženo. Druh Cycas beddomei je jako jediná cykasovitá rostlina zapsán na hlavním seznamu CITES I, který kontroluje obchod s ohroženými druhy – jak s rostlinami, tak i jejich semeny.